# Robbe Van de Velde
Robbe Van de Velde (* 28. Oktober 2002 in Temse) ist ein belgischer Volleyballspieler.

## Karriere
Van de Velde begann seine Karriere bei VT Temse. Danach wurde er in der Topsportschool Vilvoorde ausgebildet. 2020 wechselte er zum belgischen Erstligisten Lindemans Aalst. Mit dem Verein spielte er in der Champions League 2020/21, die sieglos nach der Hauptrunde endete. 2022/23 erreichte Aalst das Achtelfinale im Challenge Cup. Mit der belgischen Nationalmannschaft nahm der Außenangreifer an der Europameisterschaft 2023 teil und kam ins Achtelfinale. In der Saison 2023/24 wurde er mit Aalst Dritter in der belgischen Liga und erhielt zum dritten Mal in Folge die Auszeichnung als bester junger Spieler.
2024 wurde Van de Velde vom deutschen Bundesligisten SWD Powervolleys Düren verpflichtet. Mit dem Verein erreichte er das Finale im DVV-Pokal 2024/25, bei dem die Dürener mit 2:3 gegen die Berlin Recycling Volleys unterlagen. Anschließend mussten sie sich in den Bundesliga-Playoffs wie im Vorjahr im Viertelfinale gegen den VfB Friedrichshafen geschlagen geben. Nach der Saison verließ van de Velde den Verein und kehrte zurück nach Aalst.